# Guarantã (São Paulo)
Guarantã es un municipio brasileño del estado de São Paulo. Se localiza a una latitud 21º53'42" sur y a una longitud 49º35'23" oeste, estando a una altitud de 505 metros. Su población estimada en 2004 era de 6.726 habitantes.
Posee un área de 461,8 km².

## Demografía
Datos del Censo - 2000
Población total: 6.323
- Urbana: 4.848
- Rural: 1.475
- Hombres: 3.218
- Mujeres: 3.105

Densidad demográfica (hab./km²): 13,69
Mortalidad infantil hasta 1 año (por mil): 25,44
Expectativa de vida (años): 66,78
Tasa de fertilidad (hijos por mujer): 3,15
Tasa de alfabetización: 85,76%
Índice de Desarrollo Humano (IDH-M): 0,727
- IDH-M Salario: 0,665
- IDH-M Longevidad: 0,696
- IDH-M Educación: 0,819

(Fuente: IPEAFecha)

## Hidrografía
- Río Aguapeí
- Río Dourado
- Río Feio

## Carreteras
- SP-300
- SP-333

## Administración
- Prefecto: Iochinori Inoue (2009/2012)
- Viceprefecto: Elio Piccello
- Presidente de la cámara: Claudinei Batista de Araujo

## Religión
El Cristianismo está presente en la ciudad de la siguiente manera:

### Iglesia Católica
La iglesia católica del municipio forma parte de la Diócesis de Lins.

### Iglesia Protestante
En la ciudad están presentes las más diversas creencias evangélicas, principalmente pentecostales, incluidas las Asambleas de Dios de Brasil (la iglesia evangélica más grande del país), Congregación Cristiana, entre otras. Estas denominaciones están creciendo cada vez más en todo Brasil.